# Wer glaubt, ist nie allein

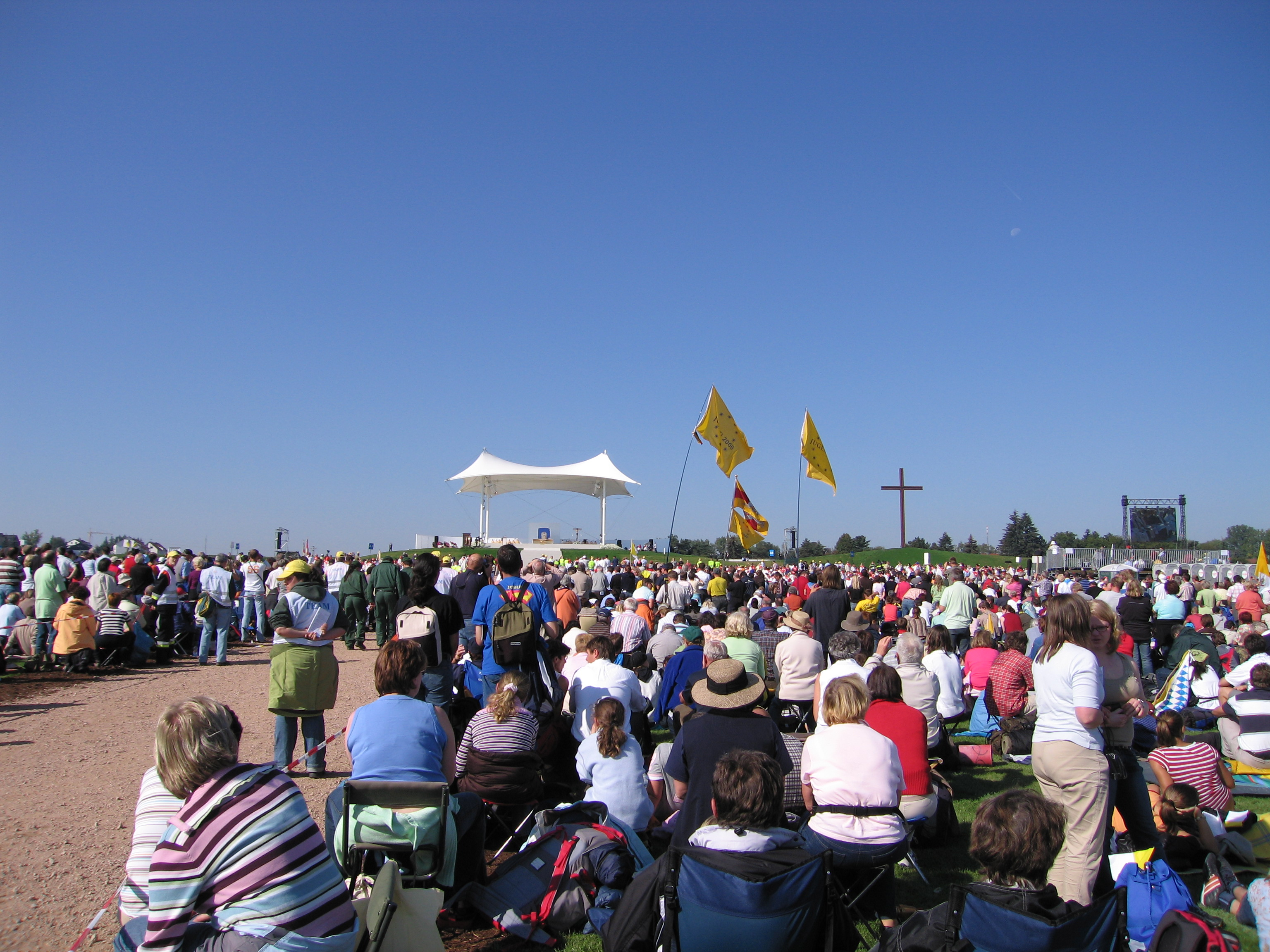
Gottesdienst auf dem Islinger Feld 2006

Wer glaubt, ist nie allein ist ein katholisches Kirchenlied. Es wurde ursprünglich als offizielles Mottolied der Diözese Regensburg für den Papstbesuch in Bayern 2006 geschrieben. Die Musik stammt von Christian Dostal, der Text von Hagen Horoba. Inzwischen wurde es in verschiedenen Diözesen auch in den jeweiligen Eigenteil des Gotteslobs aufgenommen.
Die Aussage „Wer glaubt, ist nie allein“ prägte Papst Benedikt XVI. in seiner Predigt anlässlich seiner Amtseinführung im Jahr 2005. Sie wurde zum Leitwort seines Besuchs in Bayern 2006. Auch in seiner Predigt auf dem Islinger Feld nahm Benedikt auf diesen Satz Bezug.

## Form
Das Lied besteht aus dem Refrain und insgesamt fünf Strophen, von denen jede mit den Worten „in Zeit und Ewigkeit“ endet. Das titelgebende „Wer glaubt, ist nie allein“ steht sowohl am Anfang als auch am Ende des Refrains. Da dieser nicht nur nach jeder einzelnen Strophe, sondern zusätzlich auch schon ganz am Anfang gesungen wird, ertönt der Satz bei vollständigem Singen des gesamten Liedes insgesamt zwölf Mal.
Sowohl der Refrain als auch die einzelnen Strophen sind jeweils Fünfzeiler, besitzen also nicht die übliche geradzahlige Zeilenanordnung.
Das Lied steht in F-Dur. Sowohl für den Refrain als auch für die Strophen schrieb Dostal einen vierstimmigen (SATB) Chorsatz, wobei der Chor den Refrain meist nur beim erstem Mal vierstimmig singt und die übrigen Male unisono zusammen mit der Gemeinde. Außerdem besteht die Möglichkeit, dass bei der letzten Wiederholung des Refrains der Sopran die ansonsten einstimmig gesungene Melodie mit einer Überstimme begleitet. In den verschiedenen Ausgaben des Gotteslobs ist das Lied einstimmig abgedruckt.

## Erste Aufführungen
Die öffentliche Vorstellung des Liedes erfolgte am 11. April 2006 in St. Andreas in Stadtamhof unter Anwesenheit von Bischof Gerhard Ludwig Müller. Es sang ein etwa 150-köpfiger Chor mit Orgel- und Bläserbegleitung unter der Leitung des Komponisten.
Beim Gottesdienst auf dem Islinger Feld wurde das Lied dann von über 200.000 (nach anderen Quellen: 250.000) Gläubigen aus aller Welt gesungen.

## Gotteslob
Bei der Zusammenstellung des neuen, im Jahr 2013 veröffentlichten Gotteslobs wurde Wer glaubt, ist nie allein unter der Nummer 853 in den Eigenteil des Bistums Regensburg aufgenommen, unter der Nummer 835 in den Eigenteil des Bistums Würzburg, unter dem Nummer 837 in den des Bistums Eichstätt sowie unter der Nummer 927 in den Eigenteil der Diözesen Österreichs. Dabei wurde teilweise, etwa in Regensburg und Österreich, der Text minimal geändert: Während es im Original zu Beginn der dritten Strophe heißt „Du willst Menschen, die dir folgen auf dem Weg, der Liebe heißt“, wurde dort das Wort „Liebe“ durch „Leben“ ersetzt.